# Себеборці
Себеборці (словен. Sebeborci) — поселення в общині Моравське Топлице, Помурський регіон, Словенія. Висота над рівнем моря: 221,7 м.